# مارتن كوكي
مارتن كوكي (بالإنجليزية: Martin Cooke)‏ هو سياسي أمريكي، ولد في 1872، وتوفي في 31 يوليو 1944 في الولايات المتحدة. انتخب عمدة هوبوكين ‏.